# Kaukázusi Albania

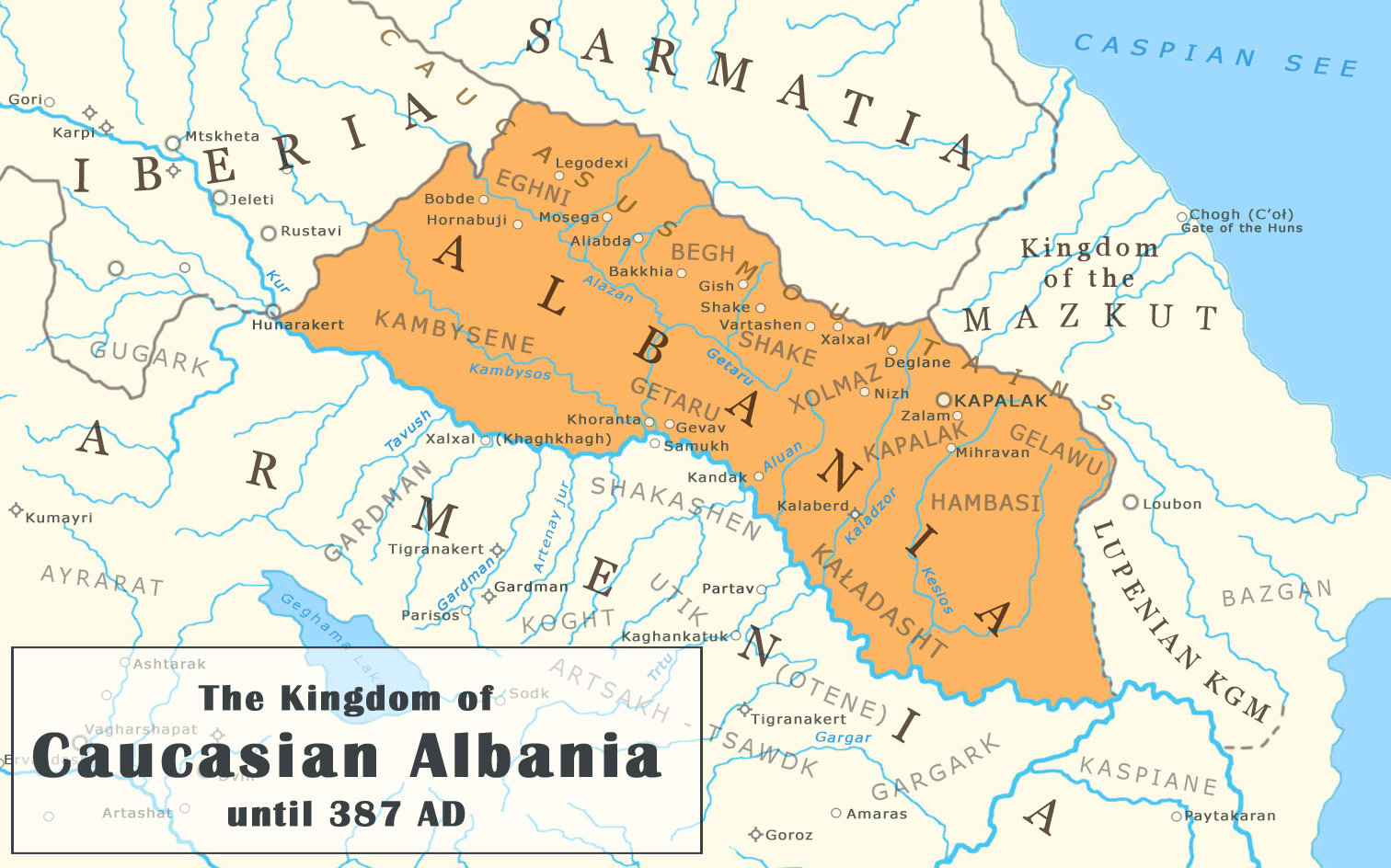
Albania 387-ben

Albania, Aghuank vagy Agvank (latinul: Albania, ógörögül: Ἀλβανία, örményül Ałuank – Աղուանք, pártus Ardhan, ó- és középperzsa Arran, arabul: ar-Rān) ókori ország, amely a középkortól Sirván, ma Azerbajdzsán, de Dél-Dagesztán területére is átnyúlik. A Kaukázus és a Kaszpi-tenger között helyezkedett el, Armeniától a mai Kura folyó választotta el. Görög nevén ismerjük, amelyet a rómaiak is átvettek, mivel saját ókori neve nem ismert. Semmi köze sincs a ma ismert balkáni Albániához, a név a harcias alban törzsre utal, amely a vezető réteget alkotta. Tizenkét törzsfőnök hatalmát egyetlen helyi király fogta össze, az állam tehát törzsszövetségi jellegű. A lakosság 26 különböző nyelvjárást beszélt. A népesség nagy része nomád pásztorkodással foglalkozott, szarvasmarhákat, lovat és tevét tenyésztettek. A nomadizálásból következett, hogy a szomszédos kurai alföldről állandó népességcserével kell számolni, vagyis etnikailag és kulturálisan vegyes képet mutat. Termékeny földekkel rendelkezett.
A kartveli népek (Kartli lakossága) és a kaukázusi albanok matriarchális panteont tiszteltek, a legfőbb istenségek, mint például a Napisten nőalak volt, míg a Hold férfi. A Holdisten egyben az ibérek védnöke is. A későbbiekben (az Akhaimenida királyok idejében a mitológiát jelentős iráni hatások érték. Innen eredhet a Grúziában még a 20. században is élő Amirani-mítosz, amely egy hegyekhez láncolt óriásról szól. E mítosz görög változata Prométheusz legendája. A római korban legfontosabb istenükké a nővé változott Hold vált, akit orgiasztikus szertartásokkal ünnepeltek. Történeti kutatások szerint a kereszténység a Kr.u. 4. sz. második harmadában jutott el a területre az örmény Világosító Szent Gergely és unokája, ifjabb Szent Grigoris útján. A helyi egyházi hagyomány szerint azonban a keresztény hitre az újszövetségi Szent Tádé apostol tanítványa, a jeruzsálemi Szent Illés térítette meg őket a Kr.u. 1. században. A Kr.u. 8. sz. elejétől kezdve az intenzív iszlamizáció következtében a városokban és az alföldi régiókban a muszlimok többségbe kerültek és a kereszténység a magasabb, hegyvidéki területekre és az elzártabb völgyekbe szorult vissza. Az iszlámra áttért albánok a középkor végére beolvadtak a környező azeri, lezg és perzsa ajkú népekbe. A kereszténynek megmaradók egy része az erős örmény kulturális hatás miatt armenizálódott és csak a ma kihalófélben levő, Azerbajdzsán Oğuzi járásában élő udik maradtak meg eredeti, különálló keresztény hitükben.

## Története
Az i. e. 8. század folyamán a térség Urartu északi, Szeván-tó környékére indított hódító hadjárataival került a történelembe. Urartu nem foglalta el – legfeljebb rövid időre –, de megnyíltak a kereskedelmi és kulturális kapcsolatok. Ekkor tehát nyugati szomszédja Urartu, a déli pedig Zikertu lett. A 8. század végén a kimmerek befolyási övezetébe tartozott, délre tőle Zikertu átalakult, új neve Kaszpiáné. A 7. században a szkíták gyakoroltak fennhatóságot, majd a szkíták gyengülésével a méd hatalomátvétel idején Kaszpiáné terjeszkedett Albania területén egészen i. e. 585-ig, amikor Kaszpianéval együtt rövid időre Albaniát is elfoglalták a médek.
Az iráni hódítók be-betörtek Albaniába, de tartósan nem hódította meg egyetlen nagyhatalom sem. Mint a peremnépek többsége, az albanok zsoldosként harcoltak III. Dareiosz seregében például Gaugamélánál. A Szeleukida Birodalom befolyása sem terjedt ki Albaniára. Média Atropaténé, Armenia Magna és a Szeleukida Birodalom egymás közti főhatalmi csatározásai Albaniát mentesítették a támadások alól, mert potenciális ellenfelei egymással voltak elfoglalva.
Az i. e. 2. század folyamán Albania területei a Kürosz folyó jobbpartjára is kiterjedtek, a görög néven Szakaszéné, Oténé és Orkhiszténé nevű tartományokra, és csak Armenia Magna i. e. 89-es terjeszkedése szorította vissza a balpartra. I. e. 73 és 71 között Albania a legnagyobb kiterjedését elérő Armenia része lett. Pompeius i. e. 65-ben kis időre a Római Birodalomhoz csatolta az országot.
193-ig újra önálló lett, ekkor megint Armenia foglalta el, de ez a foglalás sem tartott sokáig. A 4. században Ibériától kezdve, a Kürosz-folyó (ma Kura, Kür) balpartjától északra eső jelentős területeket birtokolta, elérve körülbelül a mai Azerbajdzsán kiterjedését.